# Gran Premio motociclistico di Germania 1991
Il Gran Premio motociclistico di Germania 1991 è stato la sesta prova del motomondiale del 1991. Questa è la 55ª edizione della storia di questo Gran Premio, 40ª valevole come prova del motomondiale.
La gara della classe 500 viene vinta da Kevin Schwantz grazie ad un sorpasso all'ultimo giro su Wayne Rainey, con i due piloti statunitensi che giungono sul traguardo staccati di soli 16 millesimi. Terzo si posiziona Mick Doohan, staccato di quasi nove secondi dai due piloti che si sono contesi la vittoria. La classifica mondiale vede Doohan confermarsi al primo posto con 106 punti, secondo Rainey con 94, mentre con i 20 punti della vittoria, Schwantz sale al terzo posto della graduatoria iridata con 75 punti.
A causa della mancata partenza di Jean-Philippe Ruggia e Alex Barros, entrambi infortunatisi in una caduta durante le prove, e la mancata qualifica di quattro piloti, sono stati solo quindici i partecipanti alla gara della classe 500, di questi solo quattordici hanno tagliato il traguardo, pertanto non viene assegnato il punto spettante al 15º posto.
Vittoria di Helmut Bradl nella classe 250, con il pilota tedesco che ha rifilato pesanti distacchi ai suoi inseguitori, con Carlos Cardús secondo a oltre 13 secondi di distacco, e Wilco Zeelenberg terzo a 14 secondi. Giunge quarto Luca Cadalora (primo gara stagionale dove non sale sul podio), il pilota italiano ha corso questa gara in difficoltà fisica, a causa di una caduta nelle prove di qualificazione, nella quale si è procurato la frattura dell'apofisi di una vertebra lombare. Proprio Cadalora viene fatto bersaglio di insulti e contestazioni da parte dei tifosi tedeschi, tali comportamenti sono da far risalire alle polemiche che scaturirono nel post-gara del GP d'Italia tra lo stesso Cadalora ed il tedesco Bradl. Proprio per stemperare tale clima, il direttore di gara ha convinto i due piloti a stringersi la mano prima della partenza del GP. Inalterate le posizioni in graduatoria piloti, con Cadalora che rimane in testa con 110 punti, secondo Bradl con 91, e Cardús terzo con 82.
Nella classe 125 si è registrata la prima vittoria in una gara del motomondiale per Ralf Waldmann, secondo posto per Loris Capirossi (per il pilota italiano si tratta del quinto podio in cinque gare stagionali corse), con lo svizzero Heinz Lüthi in terza posizione. Caduto Fausto Gresini dopo un contatto in gara con Capirossi, non presente Noboru Ueda (ancora convalescente dopo l'infortunio al GP d'Italia), Capirossi si porta in prima posizione nel mondiale con 84 punti, Gresini scende al secondo posto (fermo a 71 punti), mentre con la vittoria (e i relativi 20 punti derivanti) si porta al terzo posto Waldmann con 56 punti.
Così come accaduto nelle classi di maggiore cilindrata, anche nella "classe minore" vi furono molti piloti coinvolti in cadute, tra questi coloro che ne hanno tratto peggiori conseguenze furono: Ezio Gianola (frattura di due metatarsi del piede destro e dello scafoide della mano destra), Koji Takada e Taru Rinne (commozione cerebrale).
La gara della classe sidecar è stata vinta dall'equipaggio composto dai tedeschi Ralph Bohnhorst e Bruno Hiller, per loro si tratta della prima vittoria nel motomondiale. L'equipaggio Webster - Simmons (vincitori delle prime tre gare stagionali), nonostante il ritiro in questa gara,  si mantiene in testa al mondiale con 60 punti, si portano in seconda posizione Bohnhorst e Hiller con 45 punti, con Biland - Waltisperg terzi a 41.
Con le vittorie nelle classi 125, 250 e sidecar, i piloti tedeschi vincono tre delle quattro gare del GP di Germania.
In occasione di questo fine settimana di gara, la Federazione Motociclistica Internazionale, nella persona del suo presidente Jos Vaessen, annuncia la cancellazione del Gran Premio di Jugoslavia (a causa della crisi politica nel paese balcanico) e la sua sostituzione con una prova da correre sul circuito di Jarama.

## Classe 500

### Arrivati al traguardo
| Pos. | Nº | Pilota             | Squadra                | Motocicletta         | Giri | Tempo     | Griglia | Punti |
| ---- | -- | ------------------ | ---------------------- | -------------------- | ---- | --------- | ------- | ----- |
| 1º   | 34 | Kevin Schwantz     | Lucky Strike Suzuki    | Suzuki RGV Γ 500     | 18   | 36'20.491 | 2º      | 20    |
| 2º   | 1  | Wayne Rainey       | Marlboro Team Roberts  | Yamaha YZR 500       | 18   | +0.016    | 4º      | 17    |
| 3º   | 3  | Mick Doohan        | Rothmans Honda         | Honda NSR 500        | 18   | +8.944    | 1º      | 15    |
| 4º   | 7  | Eddie Lawson       | Cagiva                 | Cagiva C591          | 18   | +11.568   | 3º      | 13    |
| 5º   | 5  | Wayne Gardner      | Rothmans Honda         | Honda NSR 500        | 18   | +25.500   | 6º      | 11    |
| 6º   | 27 | Didier de Radiguès | Lucky Strike Suzuki    | Suzuki RGV Γ 500     | 18   | +1'00.264 | 7º      | 10    |
| 7º   | 6  | Juan Garriga       | Ducados Yamaha         | Yamaha YZR 500       | 18   | +1'11.175 | 8º      | 9     |
| 8º   | 20 | Adrien Morillas    | Yamaha Sonauto Mobil 1 | Yamaha YZR 500       | 18   | +1'24.711 | 12º     | 8     |
| 9º   | 21 | Doug Chandler      | Roberts Yamaha Castrol | Yamaha YZR 500       | 18   | +1'41.466 | 10º     | 7     |
| 10º  | 17 | Eddie Laycock      | Millar Racing          | Yamaha YZR 500       | 17   | +1 giro   | 13º     | 6     |
| 11º  | 16 | Cees Doorakkers    | HEK-Bauwmachines       | Honda RS 500         | 17   | +1 giro   | 14º     | 5     |
| 12º  | 35 | Michael Rudroff    | R.S. RallyeSport       | Honda RS 500         | 17   | +1 giro   | 15º     | 4     |
| 13º  | 38 | Hans Becker        | Romero Racing          | Hummel-Yamaha TZ 358 | 17   | +1 giro   | 16º     | 3     |
| 14º  | 39 | Simon Buckmaster   | Padgett's Racing       | Suzuki RG 500        | 17   | +1 giro   | 17º     | 2     |

### Ritirato
| Nº | Pilota        | Squadra               | Motocicletta   | Giri | Griglia |
| -- | ------------- | --------------------- | -------------- | ---- | ------- |
| 19 | John Kocinski | Marlboro Team Roberts | Yamaha YZR 500 | 8    | 5º      |

### Non partiti
| Nº | Pilota               | Squadra                | Motocicletta   | Griglia |
| -- | -------------------- | ---------------------- | -------------- | ------- |
| 8  | Jean-Philippe Ruggia | Yamaha Sonauto Mobil 1 | Yamaha YZR 500 | 9º      |
| 12 | Alex Barros          | Cagiva                 | Cagiva C591    | 11º     |

### Non qualificati
| Nº | Pilota            | Squadra          | Motocicletta |
| -- | ----------------- | ---------------- | ------------ |
| 37 | Josef Doppler     | Doppler Racing   | Honda RS 500 |
| 24 | Helmut Schütz     | R.S. RallyeSport | Honda RS 500 |
| 13 | Niggi Schmassmann | Technotron       | Honda RS 500 |
| 30 | Martin Trösch     | MT Racing        | Honda RS 500 |

## Classe 250

### Arrivati al traguardo
| Pos. | Nº | Pilota                    | Squadra                      | Motocicletta | Giri | Tempo     | Griglia | Punti |
| ---- | -- | ------------------------- | ---------------------------- | ------------ | ---- | --------- | ------- | ----- |
| 1º   | 4  | Helmut Bradl              | HB Honda Racing Team Germany | Honda        | 15   | 31'59.456 | 1º      | 20    |
| 2º   | 2  | Carlos Cardús             | Repsol Honda - Cardús        | Honda        | 15   | +13.517   | 5º      | 17    |
| 3º   | 5  | Wilco Zeelenberg          | Sharp Sanson - Bieffe        | Honda        | 15   | +14.034   | 3º      | 15    |
| 4º   | 3  | Luca Cadalora             | Rothmans-Kanemoto Honda      | Honda        | 15   | +23.707   | 9º      | 13    |
| 5º   | 7  | Masahiro Shimizu          | Ajinomoto Honda - HRC        | Honda        | 15   | +43.569   | 7º      | 11    |
| 6º   | 18 | Andreas Preining          | ÖKM-Aprilia - SK Vöst        | Aprilia      | 15   | +43.756   | 6º      | 10    |
| 7º   | 11 | Àlex Crivillé             | Marlboro - JJ Cobas          | JJ Cobas     | 15   | +43.825   | 12º     | 9     |
| 8º   | 8  | Jochen Schmid             | Schuh-Zwafink Racing         | Honda        | 15   | +43.960   | 8º      | 8     |
| 9º   | 6  | Martin Wimmer             | Lucky Strike Suzuki          | Suzuki       | 15   | +44.219   | 10º     | 7     |
| 10º  | 33 | Stefan Prein              | HB Honda Racing Team Germany | Honda        | 15   | +44.585   | 11º     | 6     |
| 11º  | 17 | Paolo Casoli              | Team Agostini - API          | Yamaha       | 15   | +45.081   | 13º     | 5     |
| 12º  | 30 | Harald Eckl               | JF Aprilia Kuhnert           | Aprilia      | 15   | +47.530   | 14º     | 4     |
| 13º  | 20 | Doriano Romboni           | HB Honda Racing Team Italy   | Honda        | 15   | +50.256   | 15º     | 3     |
| 14º  | 51 | Jean Pierre Jeandat       | Rothmans Honda France        | Honda        | 15   | +59.494   |         | 2     |
| 15º  | 15 | Carlos Lavado             | Team Greco                   | Yamaha       | 15   | +1'04.087 |         | 1     |
| 16º  | 10 | Dominique Sarron          |                              | Yamaha       | 15   | +1'21.210 |         |       |
| 17º  | 41 | Bernd Kassner             |                              | Yamaha       | 15   | +1'21.432 |         |       |
| 18º  | 43 | Fausto Ricci              |                              | Yamaha       | 15   | +1'46.048 |         |       |
| 19º  | 34 | Patrick van den Goorbergh |                              | Yamaha       | 15   | +1'50.704 |         |       |
| 20º  | 39 | Kevin Mitchell            |                              | Yamaha       | 15   | +1'50.882 |         |       |
| 21º  | 37 | Jean Foray                |                              | Yamaha       | 15   | +1'50.946 |         |       |
| 22º  | 19 | Marcellino Lucchi         |                              | Aprilia      | 15   | +1'53.122 |         |       |
| 23º  |    | William Doran Jr          |                              | Aprilia      | 15   | +1'58.967 |         |       |
| 24º  | 40 | Ian Newton                |                              | Yamaha       | 15   | +2'09.344 |         |       |
| 25º  | 14 | Peter Lindén              |                              | Honda        | 14   | +1 giro   |         |       |

### Ritirati
| Nº | Pilota              | Motocicletta | Giri | Griglia |
| -- | ------------------- | ------------ | ---- | ------- |
| 45 | Corrado Catalano    | Honda        | 8    |         |
| 32 | Bernard Haenggeli   | Aprilia      | 7    |         |
| 9  | Pierfrancesco Chili | Aprilia      | 6    | 2º      |
| 13 | Loris Reggiani      | Aprilia      | 4    | 4º      |
| 27 | Renzo Colleoni      | Aprilia      | 3    |         |
| 47 | Urs Jücker          | Yamaha       | 3    |         |
| 42 | Jaime Mariano       | Aprilia      | 1    | 20º     |

### Non partiti
| Nº | Pilota               | Motocicletta | Griglia |
| -- | -------------------- | ------------ | ------- |
| 21 | Leon van der Heijden | Honda        |         |
| 36 | Frédéric Protat      | Aprilia      |         |
|    | Stefano Pennese      | Aprilia      |         |
| 16 | Alberto Puig         | Yamaha       | 21º     |
| 38 | Erkka Korpiaho       | Aprilia      |         |

## Classe 125

### Arrivati al traguardo
| Pos. | Nº | Pilota              | Squadra                    | Motocicletta | Giri | Tempo     | Griglia | Punti |
| ---- | -- | ------------------- | -------------------------- | ------------ | ---- | --------- | ------- | ----- |
| 1º   | 28 | Ralf Waldmann       | Schuh-Zwafink Honda Racing | Honda        | 14   | 33'12.041 | 6º      | 20    |
| 2º   | 1  | Loris Capirossi     | AGV - Pileri Corse         | Honda        | 14   | +0.288    | 1º      | 17    |
| 3º   | 10 | Heinz Lüthi         | ELF Compétition            | Honda        | 14   | +1.343    | 5º      | 15    |
| 4º   | 12 | Gabriele Debbia     | Team Italia                | Aprilia      | 14   | +1.549    | 8º      | 13    |
| 5º   | 9  | Alessandro Gramigni | Team Italia                | Aprilia      | 14   | +1.558    | 10º     | 11    |
| 6º   | 5  | Jorge Martínez      | Coronas Racing             | JJ Cobas     | 14   | +3.893    | 19º     | 10    |
| 7º   | 19 | Alfred Waibel       |                            | Honda        | 14   | +4.395    | 12º     | 9     |
| 8º   | 4  | Dirk Raudies        | Schuh HB Honda Racing      | Honda        | 14   | +4.503    | 3º      | 8     |
| 9º   | 61 | Nobuyuki Wakai      | Moto Bum Racing            | Honda        | 14   | +22.679   | 14º     | 7     |
| 10º  | 35 | Kazuto Sakata       | ELF Kepla - Meiko          | Honda        | 14   | +22.682   | 4º      | 6     |
| 11º  | 62 | Luis Alvaro         | Derbi GP Team              | Derbi        | 14   | +22.959   | 13º     | 5     |
| 12º  | 2  | Hans Spaan          | Sharp Samson Racing        | Honda        | 14   | +34.926   | 9º      | 4     |
| 13º  | 15 | Maurizio Vitali     | Gazzaniga Corse            | Gazzaniga    | 14   | +38.469   | 11º     | 3     |
| 14º  | 60 | Kin'ya Wada         | ICM Racing Associates      | Honda        | 14   | +38.754   |         | 2     |
| 15º  | 39 | Johnny Wickström    | Silja Line Racing          | Honda        | 14   | +38.857   |         | 1     |
| 16º  | 38 | Stefan Kurfiss      |                            | AGV          | 14   | +39.281   |         |       |
| 17º  | 20 | Hisashi Unemoto     |                            | Honda        | 14   | +39.536   |         |       |
| 18º  | 40 | Herri Torrontegui   |                            | JJ Cobas     | 14   | +39.544   | 38º     |       |
| 19º  | 45 | Thierry Feuz        |                            | Honda        | 14   | +40.116   |         |       |
| 20º  | 55 | Jos van Dongen      |                            | Honda        | 14   | +40.286   |         |       |
| 21º  | 51 | Stefan Brägger      |                            | Honda        | 14   | +40.344   |         |       |
| 22º  | 53 | Arie Molenaar       |                            | Honda        | 14   | +41.113   |         |       |
| 23º  | 27 | Gimmi Bosio         |                            | Honda        | 14   | +41.380   |         |       |
| 24º  | 47 | Wolfgang Fritz      |                            | Honda        | 14   | +58.364   |         |       |
| 25º  | 54 | Hans Koopman        |                            | Honda        | 14   | +58.653   |         |       |
| 26º  | 48 | René Dünki          |                            | Honda        | 14   | +58.659   |         |       |
| 27º  | 36 | Ian McConnachie     |                            | Honda        | 14   | +1'35.943 |         |       |

### Ritirati
| Nº | Pilota          | Motocicletta | Giri | Griglia |
| -- | --------------- | ------------ | ---- | ------- |
| 11 | Adi Stadler     | JJ Cobas     | 12   | 7º      |
| 7  | Fausto Gresini  | Honda        | 12   | 2º      |
| 91 | Manuel Herreros | JJ Cobas     | 10   | 16º     |
| 18 | Robin Appleyard | Honda        | 10   |         |
| 34 | Emilio Cuppini  | Gazzaniga    | 8    |         |
| 26 | Francisco Debon | JJ Cobas     | 7    | 27º     |
| 3  | Bruno Casanova  | Honda        | 4    |         |
| 14 | Julián Miralles | JJ Cobas     | 1    | 28º     |
| 22 | Peter Öttl      | Bakker-Rotax | 0    | 11º     |

### Non partiti
| Nº | Pilota       | Motocicletta |
| -- | ------------ | ------------ |
| 6  | Ezio Gianola | Derbi        |
| 16 | Koji Takada  | Honda        |

### Non qualificati
| Nº | Pilota             | Motocicletta |
| -- | ------------------ | ------------ |
| 17 | Steve Patrickson   | Honda        |
| 29 | Peter Galvin       | Honda        |
| 31 | Phillip Unhola     | Honda        |
| 41 | Alain Bronec       | Honda        |
| 42 | Jean-Claude Selini | Honda        |
| 43 | Manuel Hernández   | Honda        |
| 44 | Alan Patterson     | Honda        |
| 46 | Oliver Petrucciani | Aprilia      |
| 49 | Hubert Abold       | Honda        |
| 50 | Thomas Engl        | Honda        |
| 57 | Taru Rinne         | Honda        |
| 58 | Serafino Foti      | Honda        |

## Classe sidecar
Fonte:

### Arrivati al traguardo
| Pos. | Nº | Pilota             | Passeggero            | Costruttore   | Giri | Tempo     | Griglia | Punti |
| ---- | -- | ------------------ | --------------------- | ------------- | ---- | --------- | ------- | ----- |
| 1º   | 12 | Ralph Bohnhorst    | Bruno Hiller          | LCR - Krauser | 14   | 30'56.749 | 2º      | 20    |
| 2º   | 1  | Alain Michel       | Simon Birchall        | LCR - Krauser | 14   | +0.241    | 4º      | 17    |
| 3º   | 4  | Rolf Biland        | Kurt Waltisperg       | LCR - Honda   | 14   | +2.427    | 5º      | 15    |
| 4º   | 2  | Egbert Streuer     | Pete Essaf            | LCR - Krauser | 14   | +10.363   | 3º      | 13    |
| 5º   | 15 | Barry Brindley     | Trevor Hopkinson      | LCR - Krauser | 14   | +10.989   | 11º     | 11    |
| 6º   | 6  | Steve Abbott       | Shaun Smith           | LCR - Krauser | 14   | +11.214   |         | 10    |
| 7º   | 8  | Markus Egloff      | Urs Egloff            | SMS - Krauser | 14   | +11.629   | 9º      | 9     |
| 8º   | 17 | Darren Dixon       | Sean Dixon            | LCR - Krauser | 14   | +11.722   | 7º      | 8     |
| 9º   |    | Yoshisada Kumagaya | Brian Houghton        | LCR - Krauser | 14   | +19.850   | 14º     | 7     |
| 10º  |    | Masato Kumano      | Eckart Rösinger       | LCR - Yamaha  | 14   | +28.059   | 10º     | 6     |
| 11º  |    | Klaus Klaffenböck  | Christian Parzer      | LCR - Yamaha  | 14   | +28.533   | 12º     | 5     |
| 12º  |    | Theo van Kempen    | Jan Kuyt              | LCR - Krauser | 14   | +55.021   |         | 4     |
| 13º  |    | Werner Kraus       | Thomas Schröder       | Busch - ADM   | 14   | +1'11.940 | 15º     | 3     |
| 14º  |    | Barry Smith        | David Smith           | Windle - ADM  | 14   | +1'12.437 |         | 2     |
| 15º  |    | Yvan Nigrowsky     | Alain-Robert Barillon | LCR - Krauser | 14   | +1'13.169 |         | 1     |
| 16º  |    | Gary Thomas        | Michel van Puyvelde   | LCR - Krauser | 14   | +1'35.782 |         |       |
| 17º  |    | Tony Baker         | Simon Prior           | LCR - Krauser | 13   | +1 giro   |         |       |
| 18º  |    | Alfred Zurbrügg    | Martin Zurbrügg       | LCR - Yamaha  | 11   | +3 giri   | 13º     |       |

### Ritirati
| Pilota        | Passeggero    | Costruttore   | Giri | Griglia |
| ------------- | ------------- | ------------- | ---- | ------- |
| Paul Güdel    | Charly Güdel  | LCR - Krauser | 13   | 6º      |
| Steve Webster | Gavin Simmons | LCR - Krauser | 9    | 1º      |
| Tony Wyssen   | Kilian Wyssen | LCR - Krauser | 3    | 8º      |
| René Progin   | Gary Irlam    | LCR - Krauser | 1    |         |

### Non qualificati
| Pilota               | Passeggero       | Costruttore   |
| -------------------- | ---------------- | ------------- |
| Markus Bösiger       | Peter Markwalder | LCR - Krauser |
| Mark Reddington      | Robert Parker    | Krauser       |
| Jos van Stekelenburg | Rinie Bettgens   | LCR           |
| Hans Hügli           | Adolf Hänni      | LCR - Yamaha  |
| Frank Voigt          | Holger Voigt     | LCR - Krauser |
| Reiner Koster        | Jürg Egli        | Yamaha        |
| Bernd Scherer        | Peter Höss       | LCR           |